# Roger Kingdom
Roger Kingdom, född 26 augusti 1962 i Vienna i Georgia, är en amerikansk före detta friidrottare (häcklöpare).
Kingdom har en imponerande karriär på 110 meter häck. Vid OS 1984 vann Kingdom 110 meter häck, en bedrift han upprepade fyra år senare i OS-finalen 1988 i Seoul. Med tiden 12,98 blev Kingdom förste man under 13 sekunder vid ett olympiskt spel. 1989 satte Kingdom nytt världsrekord då han sprang in på tiden 12,92 - en tid som stod sig till 1993 då Colin Jackson nådde 12,91.
Vid VM 1995 i Göteborg blev Kingdom bronsmedaljör.
Idag arbetar Kingdom som friidrottstränare.